# Хелхи (гміна Ковале-Олецьке)
Хелхи (пол. Chełchy, нім. Chelchen, 1938-45: Vorbergen) — село в Польщі, у гміні Ковале-Олецьке Олецького повіту Вармінсько-Мазурського воєводства.
Населення — 69 осіб (2011).

## Демографія
Демографічна структура станом на 31 березня 2011 року:
|          | Загалом | Допрацездатний вік | Працездатний вік | Постпрацездатний вік |
| -------- | ------- | ------------------ | ---------------- | -------------------- |
| Чоловіки | 43      | 6                  | 35               | 2                    |
| Жінки    | 26      | 3                  | 19               | 4                    |
| Разом    | 69      | 9                  | 54               | 6                    |